# Steglitzer SC Südwest 1947
Steglitzer SC Südwest 1947 is een Duitse sportclub uit het Berlijnse stadsdeel Steglitz. De club is actief in voetbal, handbal, boksen en volleybal.

## Geschiedenis
De club werd op 15 april 1947 opgericht, een groot aantal leden kwam over van SG Südwest. De club speelde in de Berliner Landesliga en promoveerde in 1950 naar de Amateurliga. Na een vijfde plaats in het eerste seizoen promoveerde de club in 1952 samen met BFC Südring naar de Berliner Stadtliga, een van de vijf reeksen hoogste klasse in West-Duitsland. Südwest nam deel aan het Duitse amateurkampioenschap, maar verloor in de eerste ronde van ASV Bergedorf 85. De hoogste klasse was een maatje te groot voor de club en samen met Hertha BSC degradeerde de club. In 1958 dreigde een nieuwe degradatie, maar na een play-off tegen NSC Südstern kon de club de degradatie afwenden. In 1970 moest de club opnieuw een eindronde spelen om het behoud te verzekeren. Deze keer was de tegenstander Spandauer BC. Nadat beide clubs hun thuiswedstrijd gewonnen hadden (doelsaldo telde niet), kwamen er bijkomende wedstrijden die beiden op een gelijkspel eindigden. Hierdoor kwam er een vijfde wedstrijd (een unicum in Duitsland), die na 118 minuten in het voordeel van Südwest eindigde. De club speelde tot 1974 in de Amateurliga en verdween dan naar de lagere reeksen. In 2014 promoveerde de club naar de Landesliga, waar de club drie seizoenen speelde. In 2019 kon de club opnieuw promoveren en speelde vier seizoenen in de Landesliga.